# ニコローゾ・ダ・レッコ (駆逐艦)
ニコローゾ・ダ・レッコ（Nicoloso da Recco）は1930年にイタリア王立海軍向けに建造されたナヴィガトーリ級駆逐艦。艦名はルネッサンス期のイタリア人航海者ニコローゾ・ダ・レッコに由来し、第二次世界大戦を戦った同級唯一の残存艦となった。ダ・レッコは1942年6月21日にチュニジア沖で貨物船2隻からなる船団を護送中に3機のボーフォート爆撃機を撃墜している。1942年12月2日に、リビアに兵員と物資を輸送する独伊の船団が連合国海軍によって殲滅されたスケルキ礁の戦いに参加した。ニコローゾ・ダ・レッコは同級駆逐艦で唯一大戦を生き抜き、最終的に1954年7月に解体された。

## 設計と詳細
ナヴィガトーリ級駆逐艦は、フランスの大型駆逐艦シャカル級およびゲパール級に対抗するために設計された。主要寸法は全長107.3m、型幅10.2m、平均喫水3.5mとなっている。排水量は基準排水量1,930 tおよび満載排水量2,621 tである。戦時体制では総員222名から225名が乗艦した。
ダ・レッコは、4基のオデーロ式水管ボイラーからの蒸気を使用する2基のトシ式ギアード蒸気タービンを動力とし、各タービンがそれぞれスクリュープロペラを駆動した。タービンは55,000軸馬力 (41,000 kW)を発揮し、速力は32ノット (59 km/h; 37 mph)に達するよう設計されたが、海上公試では軽積載ながら38–41ノット (70–76 km/h; 44–47 mph)に達した。速力18ノット (33 km/h; 21 mph)で3,800海里 (7,000 km; 4,400 mi)を航海するに十分な燃料を搭載することができた。
主砲列には6門のアンサルドModel 1926 50口径120mm砲を3基の2連装砲塔に搭載し、前後の上部構造物と船体中央に配置した。ナヴィガトーリ級の対空兵装は1対の単装40mm対空機関砲が前方ファンネル部にに配置され、4基の2連装ブレダM35 20mm機関砲も備えられた。6門の533 mm魚雷発射管が3連装として船体中央部左右に配置された。他の同型艦とは異なり、ニコローゾ・ダ・レッコには機雷敷設装備が搭載されなかったが、これは艦尾上部構造物が提督およびそのスタッフのために拡張されていたためだった。

## 建造
ニコローゾ・ダ・レッコは1927年12月14日にリウニーティ造船のアンコーナ造船所で起工され、1930年1月5日に進水し、同年5月20日に就役した。

## 書誌情報
- Ando, Elio (1978). “The Italian Navigatori Class, 1928”. In Preston, Antony. Super Destroyers. Warship Special. 2. London: Conway Maritime Press. ISBN 0-85177-131-9
- Brescia, Maurizio (2012). Mussolini's Navy: A Reference Guide to the Regina Marina 1930–45. Annapolis, Maryland: Naval Institute Press. ISBN 978-1-59114-544-8
- Fraccaroli, Aldo (1968). Italian Warships of World War II. Shepperton, UK: Ian Allan. ISBN 0-7110-0002-6
- Roberts, John (1980). “Italy”. In Chesneau, Roger. Conway's All the World's Fighting Ships 1922–1946. New York: Mayflower Books. pp. 280–317. ISBN 0-8317-0303-2
- Rohwer, Jürgen (2005). Chronology of the War at Sea 1939–1945: The Naval History of World War Two (3rd rev. ed.). Annapolis, Maryland: Naval Institute Press. ISBN 1-59114-119-2
- Shores, Christopher F.; Cull, Brian & Malizia, Nicola (1991). Malta: The Spitfire Year. London: Grub Street. ISBN 978-0-948817-16-8
- Whitley, M. J. (1988). Destroyers of World War 2: An International Encyclopedia. Annapolis, Maryland: Naval Institute Press. ISBN 1-85409-521-8